# Xu Wenlong
Xu Wenlong (chinesisch 许文龙, Pinyin Xǔ Wénlóng; * 27. Februar 1987 in Harbin, Heilongjiang) ist ein ehemaliger chinesischer Skilangläufer.

## Werdegang
Xu lief sein erstes Weltcuprennen im Februar 2007 in Changchun, welches er mit dem 36. Platz im Sprint beendete. Einen Tag später holte er mit dem 23. Rang über 15 km Freistil seine ersten Weltcuppunkte. Dies war zugleich sein bestes Ergebnis im Weltcupeinzel. Seine beste Platzierung bei den nordischen Skiweltmeisterschaften 2009 in Liberec war der 47. Platz im 50-km-Massenstartrennen. Bei den Olympischen Winterspielen 2010 in Vancouver belegte er den 68. Platz über 15 km Freistil und den 19. Rang im Teamsprint. Im Januar 2011 gewann er den Vasaloppet China. Seine besten Resultate bei den nordischen Skiweltmeisterschaften 2013 im Val di Fiemme waren der 53. Platz im 50-km-Massenstartrennen und der 22. Rang im Teamsprint. Die Tour de Ski 2013/14 beendete er auf dem 49. Platz in der Gesamtwertung. Bei den Olympischen Winterspielen 2014 in Sotschi erreichte er den 60. Platz im 50-km-Massenstartrennen und den 58. Rang im 30-km-Skiathlon. Letztmals im Weltcup startete er im November 2015 in Kuusamo, wobei er den 108. Platz über 10 km Freistil errang.